# Żeglarstwo na Letnich Igrzyskach Olimpijskich 1920 – klasa 10 metrów
Zawody w żeglarskiej klasie 10 metrów podczas VII Letnich Igrzysk Olimpijskich odbyły się w dniach 7–9 lipca 1920 roku na wodach Ostendy.

## Informacje ogólne
Zawody składały się z trzech wyścigów. Punkty były przyznawane za miejsca zajęte na mecie – liczba punktów równa była zajętej lokacie. Na wynik końcowy składała się suma wszystkich punktów, przy czym wyższą lokatę zajmował jacht o mniejszej liczbie punktów. Przy równej punktacji załóg przeprowadzana była między nimi dogrywka.
Do zawodów zgłosiły się dwa norweskie jachty i oba wystartowały w różnych kategoriach International Rule: 1907 i 1919.

## Formuła 1907
| Pozycja | Załoga                                                                                         | Jacht | Wyścig I | Wyścig I | Wyścig II | Wyścig II | Ogółem |
| Pozycja | Załoga                                                                                         | Jacht | Pozycja  | Punkty   | Pozycja   | Punkty    | Punkty |
| ------- | ---------------------------------------------------------------------------------------------- | ----- | -------- | -------- | --------- | --------- | ------ |
| złoto   | Erik Herseth Sigurd Holter Gunnar Jamvold Peter Jamvold Claus Juell Ingar Nielsen Ole Sørensen | Eleda | 1        | 1        | 1         | 1         | 2      |

## Formuła 1919
| Pozycja | Załoga | Jacht   | Wyścig I | Wyścig I | Wyścig II | Wyścig II | Ogółem |
| Pozycja | Załoga | Jacht   | Pozycja  | Punkty   | Pozycja   | Punkty    | Punkty |
| ------- | --- | ------- | -------- | -------- | --------- | --------- | ------ |
| złoto   | Charles Arentz Robert Giertsen Willy Gilbert Arne Sejersted Halfdan Schjøtt Trygve Schjøtt Otto Falkenberg | Mosk II | 1        | 1        | 1         | 1         | 2      |